# The Dolly Sisters
The Dolly Sisters (en español: Las hermanas Dolly) es una película dirigida por Irving Cummings en 1949, protagonizada por Betty Grable, June Haver y John Payne, con música de Alfred Newman, Cyril J. Mockridge, Charles E. Henderson y David Buttolph. 
Está basada en la vida de las Dolly Sisters, dos hermanas gemelas idénticas de origen húngaro que se hicieron famosas en Broadway y Europa a comienzos del siglo XX.